# Ctenus minusculus
Ctenus minusculus este o specie de păianjeni din genul Ctenus, familia Ctenidae, descrisă de Keyserling, 1891. Conform Catalogue of Life specia Ctenus minusculus nu are subspecii cunoscute.